# Фернандо Муслера
Не́стор Ферна́ндо Мусле́ра Мі́коль (ісп. Nestor Fernando Muslera Micol, нар. 16 червня 1986, Буенос-Айрес, Аргентина) — уругвайський футболіст, воротар клубу «Галатасарай» і національної збірної Уругваю.

## Клубна кар'єра
Народився 16 червня 1986 року в місті Буенос-Айрес. Вихованець футбольної школи клубу «Монтевідео Вондерерз». Дорослу футбольну кар'єру розпочав 2004 року в основній команді того ж клубу, в якій провів три сезони, взявши участь у 44 матчах чемпіонату.
Протягом 2007—2007 років захищав кольори команди клубу «Насьйональ». Незважаючи на те, що Муслера провів порівняно небагато матчів за триколірних, його гра привернула увагу ряду європейських клубів, таких як «Арсенал», «Бенфіка», «Лаціо» і «Ювентус».
Переможцем у суперечці за уругвайського голкіпера вийшов «Лаціо», до складу якого Муслера приєднався 2007 року, будучи викупленим за 3 млн євро. Причиною трансферу стало завершення кар'єри багатолітнього голкіпера команди Анджело Перуцці і, відповідно, нестача кваліфікованого голкіпера у команді. Відіграв за «біло-блакитних» наступні чотири сезони своєї ігрової кар'єри. Більшість часу, проведеного у складі «Лаціо», був основним голкіпером команди, хоч у своєму п'ятому матчі за римлян Муслера пропустив 5 м'ячів у домашньому матчі проти «Мілана» (поразка 1:5), причому 4 з них були з вини самого воротаря. Після цього Фернандо надовго потрапив в запас, а основним воротарем був 44-річний Марко Баллотта. Перед початком сезону 2008/09 «Лаціо» придбав аргентинця Хуана Пабло Каррісо. Після чого Муслера почав сезон вже як запасний воротар. Однак через деякий час стало зрозуміло, що Каррісо перебуває в незадовільній формі, до того ж у нього почалися конфлікти з керівництвом клубу. Вперше Муслера в новому сезоні зіграв у програному (1:3) матчі проти «Сампдорії», проте сам воротар зробив кілька неймовірних сейвів, а також відбив пенальті, пробитий Антоніо Кассано. Впевнена гра в матчах проти «Наполі», «Дженоа», «Роми» поступово повернули Муслера статус основного воротаря команди. А в переможній кампанії Кубка Італії сезону 2008/09 Муслера і зовсім став одним з головних героїв. В ході турніру були пройдені гранди італійського футболу — «Мілан» і «Ювентус», а у фінальній грі проти «Сампдорії» справа дійшла до післяматчевої серії пенальті, в якій Муслера двічі парирував удари суперників. «Лаціо» виграв серію з рахунком 6:5 і став переможцем Кубка Італії. За час проведений у команді крім титулу володаря Кубка Італії, ставав володарем Суперкубка Італії з футболу.
До складу клубу «Галатасарай» приєднався 2011 року. У складі «Галатасарая» Муслера побив рекорд легендарного Клаудіо Таффарела, залишаючи «сухими» свої ворота протягом 18 матчів поспіль. Муслера в кінці свого першого сезону став чемпіоном Турецької суперліги у складі «Галатасарая», а пізніше підняв і суперкубок Туреччини. На довгі роки став основним голкіпером турецького гранда. В сезоні 2017/18 провів свій 200-й матч за стамбульську команду у Турецькій Суперлізі.

## Виступи за збірну
10 жовтня 2009 року дебютував у офіційних матчах у складі національної збірної Уругваю проти збірної Еквадору. Відразу після дебюту став основним воротарем збірної і протягом наступного десятиріччя був основною опцією тренерського штабу національної команди на голкіперській позиції.
У складі збірної був учасником чемпіонату світу 2010 року в ПАР (у перших трьох матчах не пропустив жодного м'яча), розіграшу Кубка Америки 2011 року в Аргентині, здобувши того року титул континентального чемпіона, розіграшу Кубка конфедерацій 2013 року і чемпіонату світу 2014 року в Бразилії, розіграшу Кубка Америки 2015 року у Чилі, а також розіграшу Кубка Америки 2016 року у США.
2 червня 2018 року був очікувано включений до заявки збірної Уругваю для участі у своїй третій світовій першості — чемпіонаті світу 2018 року в Росії.

## Статистика виступів

### Статистика клубних виступів
Станом на 8 червня 2018 року
| Сезон                         | Команда                       | Чемпіонат                     | Чемпіонат | Чемпіонат    | Національний кубок | Національний кубок | Національний кубок | Континентальні кубки | Континентальні кубки | Континентальні кубки | Інші змагання | Інші змагання | Інші змагання | Усього | Усього   |
| Сезон                         | Команда                       | Ліга                          | Ігор      | Голів        | Ліга               | Ігор               | Голів              | Ліга                 | Ігор                 | Голів                | Ліга          | Ігор          | Голів         | Ігор   | Голів    |
| ----------------------------- | ----------------------------- | ----------------------------- | --------- | ------------ | ------------------ | ------------------ | ------------------ | -------------------- | -------------------- | -------------------- | ------------- | ------------- | ------------- | ------ | -------- |
| 2004                          | «Монтевідео Вондерерз»        | ПДУ                           | 2         | -            |                    | -                  | -                  |                      | -                    | -                    |               | -             | -             | 2      | -        |
| 2005                          | «Монтевідео Вондерерз»        | ПДУ                           | 9         | -            |                    | -                  | -                  |                      | -                    | -                    |               | -             | -             | 9      | -        |
| 2006                          | «Монтевідео Вондерерз»        | ПДУ                           | 20        | -            |                    | -                  | -                  |                      | -                    | -                    |               | -             | -             | 20     | -        |
| 2007                          | «Монтевідео Вондерерз»        | ПДУ                           | 13        | -            |                    | -                  | -                  |                      | -                    | -                    |               | -             | -             | 13     | -        |
| Усього «Монтевідео Вондерерз» | Усього «Монтевідео Вондерерз» | Усього «Монтевідео Вондерерз» | 44        | -            |                    |                    |                    |                      |                      |                      |               |               |               | 44     | -        |
| 2007                          | «Насьйональ»                  | ПДУ                           | 4         | -            |                    | -                  | -                  |                      | -                    | -                    |               | -             | -             | 4      | -        |
| 2007–08                       | «Лаціо»                       | A                             | 10        | -16          | КІ                 | 4                  | -4                 | ЛЧ                   | -                    | -                    |               | -             | -             | 14     | –        |
| 2008–09                       | «Лаціо»                       | A                             | 15        | -22          | КІ                 | 6                  | -5                 |                      | -                    | -                    |               | -             | -             | 21     | -27      |
| 2009–10                       | «Лаціо»                       | A                             | 36        | -42          | КІ                 | 2                  | -3                 | ЛЄ                   | 3                    | -3                   | СІ            | 1             | -1            | 42     | -49      |
| 2010–11                       | «Лаціо»                       | A                             | 36        | -38          | КІ                 | -                  | -                  |                      | -                    | -                    |               | -             | -             | 36     | -38      |
| Усього «Лаціо»                | Усього «Лаціо»                | Усього «Лаціо»                | 97        | -118         |                    | 12                 | -12                |                      | 3                    | -3                   |               | 1             | -1            | 113    | -134     |
| 2011–12                       | «Галатасарай»                 | СЛ                            | 33+6      | -23±6; 1     | КТ                 | -                  | -                  |                      | -                    | -                    |               | -             | -             | 39     | -29; 1   |
| 2012–13                       | «Галатасарай»                 | СЛ                            | 33        | -33          | CT                 | 0                  | -0                 | ЛЧ                   | 10                   | -14                  | СТ            | 1             | -2            | 44     | -49      |
| 2013–14                       | «Галатасарай»                 | СЛ                            | 29        | -25          | CT                 | 3                  | -4                 | ЛЧ                   | 6                    | -12                  | СТ            | 1             | -0            | 39     | -41      |
| 2014–15                       | «Галатасарай»                 | СЛ                            | 32        | -34          | CT                 | 1                  | -1                 | ЛЧ                   | 5                    | -15                  | СТ            | 1             | -0            | 39     | -50      |
| 2015–16                       | «Галатасарай»                 | СЛ                            | 33        | -46          | CT                 | 6                  | -4                 | ЛЧ+ЛЄ                | 6+2                  | -10 + -4             | СТ            | 1             | -0            | 48     | -64      |
| 2016–17                       | «Галатасарай»                 | СЛ                            | 34        | -39          | CT                 | 0                  | -0                 | -                    | -                    | -                    | СТ            | 1             | -1            | 35     | -41      |
| 2017–18                       | «Галатасарай»                 | СЛ                            | 33        | -33          | CT                 | 3                  | -4                 | ЛЄ                   | 2                    | -3                   | -             | -             | -             | 38     | -40      |
| Усього за «Галатасарай»       | Усього за «Галатасарай»       | Усього за «Галатасарай»       | 227+6     | -233 + -6; 1 |                    | 13                 | -13                |                      | 31                   | -58                  |               | 5             | -3            | 282    | -313; 1  |
| Усього за кар'єру             | Усього за кар'єру             | Усього за кар'єру             | 377       | -355+; 1     |                    | 25                 | -25                |                      | 42                   | -70                  |               | 6             | -4            | 450    | -454+; 1 |

### Статистика виступів за збірну
Станом на 8 червня 2018 року
| Дата       | Місто                       | Господарі         | Результат               | Гості             | Турнір                          | Голи | Примітки   |
| ---------- | --------------------------- | ----------------- | ----------------------- | ----------------- | ------------------------------- | ---- | ---------- |
| 10/10/2009 | Кіто                        | Еквадор           | 1 – 2                   | Уругвай           | Відбір до ЧС 2010               | -1   |            |
| 14/10/2009 | Монтевідео                  | Уругвай           | 0 – 1                   | Аргентина         | Відбір до ЧС 2010               | -1   |            |
| 14/11/2009 | Сан-Хосе                    | Коста-Рика        | 0 – 1                   | Уругвай           | Відбір до ЧС 2010               | -    |            |
| 18/11/2009 | Монтевідео                  | Уругвай           | 1 – 1                   | Коста-Рика        | Відбір до ЧС 2010               | -1   |            |
| 03/03/2010 | Санкт-Галлен                | Швейцарія         | 1 – 3                   | Уругвай           | товариський матч                | -1   |            |
| 11/06/2010 | Кейптаун                    | Уругвай           | 0 – 0                   | Франція           | ЧС 2010 - 1-й етап              | -    |            |
| 16/06/2010 | Преторія                    | ПАР               | 0 – 3                   | Уругвай           | ЧС 2010 - 1-й етап              | -    |            |
| 22/06/2010 | Блумфонтейн                 | Мексика           | 0 – 1                   | Уругвай           | ЧС 2010 - 1-й етап              | -    |            |
| 26/06/2010 | Порт-Елізабет               | Уругвай           | 2 – 1                   | Південна Корея    | ЧС 2010 - 1/8 фіналу            | -1   |            |
| 02/07/2010 | Йоганнесбург                | Уругвай           | 1 – 1 д.ч. (5 - 3 п.п.) | Гана              | ЧС 2010 - чвертьфінал           | -1   |            |
| 06/07/2010 | Кейптаун                    | Нідерланди        | 3 – 2                   | Уругвай           | ЧС 2010 - півфінал              | -3   |            |
| 10/07/2010 | Порт-Елізабет               | Німеччина         | 3 – 2                   | Уругвай           | ЧС 2010 - матч за 3-е місце     | -3   | 4-те місце |
| 11/08/2010 | Лісабон                     | Ангола            | 0 – 2                   | Уругвай           | товариський матч                | -    |            |
| 08/10/2010 | Джакарта                    | Індонезія         | 1 – 7                   | Уругвай           | товариський матч                | -1   |            |
| 12/10/2010 | Ухань                       | КНР               | 0 – 4                   | Уругвай           | товариський матч                | -    |            |
| 18/11/2010 | Сантьяго                    | Чилі              | 2 – 0                   | Уругвай           | товариський матч                | -2   |            |
| 29/03/2011 | Дублін                      | Ірландія          | 2 – 3                   | Уругвай           | товариський матч                | -2   |            |
| 29/05/2011 | Зінсгайм                    | Німеччина         | 2 – 1                   | Уругвай           | товариський матч                | -2   |            |
| 08/06/2011 | Монтевідео                  | Уругвай           | 1 – 1                   | Нідерланди        | Кубок Братства                  | -1   |            |
| 23/06/2011 | Ривера                      | Уругвай           | 3 – 0                   | Естонія           | товариський матч                | -    |            |
| 04/07/2011 | Сан-Хуан                    | Уругвай           | 1 – 1                   | Перу              | Кубок Америки                   | -1   |            |
| 08/07/2011 | Мендоса                     | Уругвай           | 1 – 1                   | Чилі              | Кубок Америки                   | -1   |            |
| 12/07/2011 | Ла-Плата (місто)            | Уругвай           | 1 – 0                   | Мексика           | Кубок Америки                   | -    |            |
| 16/07/2011 | Санта-Фе                    | Аргентина         | 1 – 1 д.ч. (4 - 5 п.п.) | Уругвай           | Кубок Америки                   | -1   |            |
| 19/07/2011 | Ла-Плата                    | Перу              | 0 – 2                   | Уругвай           | Кубок Америки                   | -    |            |
| 24/07/2011 | Буенос-Айрес                | Уругвай           | 3 – 0                   | Парагвай          | Кубок Америки                   | -    | 1-е місце  |
| 02/09/2011 | Харків                      | Україна           | 2 – 3                   | Уругвай           | товариський матч                | -2   |            |
| 07/10/2011 | Монтевідео                  | Уругвай           | 4 – 2                   | Болівія           | Відбір до ЧС 2014               | -2   |            |
| 11/10/2011 | Асунсьйон                   | Парагвай          | 1 – 1                   | Уругвай           | Відбір до ЧС 2014               | -1   |            |
| 11/11/2011 | Монтевідео                  | Уругвай           | 4 – 0                   | Чилі              | Відбір до ЧС 2014               | -    |            |
| 15/11/2011 | Рим                         | Італія            | 0 – 1                   | Уругвай           | товариський матч                | -    |            |
| 29/02/2012 | Бухарест                    | Румунія           | 1 – 1                   | Уругвай           | товариський матч                | -1   |            |
| 25/05/2012 | Москва                      | Росія             | 1 – 1                   | Уругвай           | товариський матч                | -1   |            |
| 02/06/2012 | Монтевідео                  | Уругвай           | 1 – 1                   | Венесуела         | Відбір до ЧС 2014               | -1   |            |
| 10/06/2012 | Монтевідео                  | Уругвай           | 4 – 2                   | Перу              | Відбір до ЧС 2014               | -2   |            |
| 15/08/2012 | Гавр                        | Франція           | 0 – 0                   | Уругвай           | товариський матч                | -    |            |
| 07/09/2012 | Барранкілья                 | Колумбія          | 4 – 0                   | Уругвай           | Відбір до ЧС 2014               | -4   |            |
| 11/09/2012 | Монтевідео                  | Уругвай           | 1 – 1                   | Еквадор           | Відбір до ЧС 2014               | -1   |            |
| 12-10-2012 | Мендоса                     | Аргентина         | 3 – 0                   | Уругвай           | Відбір до ЧС 2014               | -3   |            |
| 16-10-2012 | Ла-Пас                      | Болівія           | 4 – 1                   | Уругвай           | Відбір до ЧС 2014               | -4   |            |
| 14-11-2012 | Гданськ                     | Польща            | 1 – 3                   | Уругвай           | товариський матч                | -1   |            |
| 7-2-2013   | Доха                        | Іспанія           | 3 – 1                   | Уругвай           | товариський матч                | -3   |            |
| 22-3-2013  | Монтевідео                  | Уругвай           | 1 – 1                   | Парагвай          | Відбір до ЧС 2014               | -1   |            |
| 27-3-2013  | Сантьяго                    | Чилі              | 2 – 0                   | Уругвай           | Відбір до ЧС 2014               | -2   |            |
| 5-6-2013   | Монтевідео                  | Уругвай           | 1 – 0                   | Франція           | товариський матч                | -    |            |
| 12-6-2013  | Сьюдад-Гуаяна               | Венесуела         | 0 – 1                   | Уругвай           | Відбір до ЧС 2014               | -    |            |
| 17-6-2013  | Ресіфі                      | Іспанія           | 2 – 1                   | Уругвай           | Кубок конфедерацій              | -2   |            |
| 21-6-2013  | Салвадор (Бразилія)         | Нігерія           | 1 – 2                   | Уругвай           | Кубок конфедерацій              | -1   |            |
| 26-6-2013  | Белу-Оризонті               | Бразилія          | 2 – 1                   | Уругвай           | Кубок конфедерацій              | -2   |            |
| 30-6-2013  | Салвадор (Бразилія)         | Уругвай           | 2 – 2 д.ч. (2 - 3 п.п.) | Італія            | Кубок конфедерацій              | -2   |            |
| 14-8-2013  | Повіт Міяґі                 | Японія            | 2 – 4                   | Уругвай           | товариський матч                | -2   |            |
| 7-9-2013   | Ліма                        | Перу              | 1 – 2                   | Уругвай           | Відбір до ЧС 2014               | -1   |            |
| 11-9-2013  | Монтевідео                  | Уругвай           | 2 – 0                   | Колумбія          | Відбір до ЧС 2014               | -    |            |
| 11-10-2013 | Кіто                        | Еквадор           | 1 – 0                   | Уругвай           | Відбір до ЧС 2014               | -1   |            |
| 16-10-2013 | Монтевідео                  | Уругвай           | 3 – 2                   | Аргентина         | Відбір до ЧС 2014               | -2   |            |
| 5-3-2014   | Клагенфурт-ам-Вертерзе      | Австрія           | 1 – 1                   | Уругвай           | товариський матч                | -1   |            |
| 31-5-2014  | Монтевідео                  | Уругвай           | 1 – 0                   | Північна Ірландія | товариський матч                | -    |            |
| 5-6-2014   | Монтевідео                  | Уругвай           | 2 – 0                   | Словенія          | товариський матч                | -    |            |
| 14-6-2014  | Форталеза                   | Уругвай           | 1 – 3                   | Коста-Рика        | ЧС 2014 - 1-й етап              | -3   |            |
| 19-6-2014  | Сан-Паулу                   | Уругвай           | 2 – 1                   | Англія            | ЧС 2014 - 1-й етап              | -1   |            |
| 24-6-2014  | Натал (Ріу-Гранді-ду-Норті) | Італія            | 0 – 1                   | Уругвай           | ЧС 2014 - 1-й етап              | -    | 90+1'      |
| 28-6-2014  | Ріо-де-Жанейро              | Колумбія          | 2 – 0                   | Уругвай           | ЧС 2014 - 1/8 фіналу            | -2   |            |
| 5-9-2014   | Саппоро                     | Японія            | 0 – 2                   | Уругвай           | товариський матч                | -    |            |
| 10-10-2014 | Джидда                      | Саудівська Аравія | 1 – 1                   | Уругвай           | товариський матч                | -1   |            |
| 14-11-2014 | Монтевідео                  | Уругвай           | 3 – 3 д.ч. (6 - 7 п.п.) | Коста-Рика        | товариський матч                | -3   |            |
| 19-11-2014 | Сантьяго                    | Чилі              | 1 – 2                   | Уругвай           | товариський матч                | -1   |            |
| 28-3-2015  | Агадір                      | Марокко           | 0 – 1                   | Уругвай           | товариський матч                | -    |            |
| 7-6-2015   | Монтевідео                  | Уругвай           | 5 – 1                   | Гватемала         | товариський матч                | -1   |            |
| 13-6-2015  | Антофагаста (місто)         | Уругвай           | 1 – 0                   | Ямайка            | Копа Америка 2015 - 1-й етап    | -    |            |
| 16-6-2015  | Ла-Серена (Чилі)            | Аргентина         | 1 – 0                   | Уругвай           | Копа Америка 2015 - 1-й етап    | -1   |            |
| 20-6-2015  | Ла-Серена (Чилі)            | Уругвай           | 1 – 1                   | Парагвай          | Копа Америка 2015 - 1-й етап    | -1   |            |
| 24-6-2015  | Сантьяго                    | Чилі              | 1 – 0                   | Уругвай           | Копа Америка 2015 - чвертьфінал | -1   |            |
| 4-9-2015   | Панама                      | Панама            | 0 – 1                   | Уругвай           | товариський матч                | -    |            |
| 8-10-2015  | Ла-Пас                      | Болівія           | 0 – 2                   | Уругвай           | Відбір до ЧС 2018               | -    |            |
| 13-10-2015 | Монтевідео                  | Уругвай           | 3 – 0                   | Колумбія          | Відбір до ЧС 2018               | -    |            |
| 12-11-2015 | Кіто                        | Еквадор           | 2 – 1                   | Уругвай           | Відбір до ЧС 2018               | -2   |            |
| 18-11-2015 | Монтевідео                  | Уругвай           | 3 – 0                   | Чилі              | Відбір до ЧС 2018               | -    |            |
| 26-3-2016  | Ресіфі                      | Бразилія          | 2 – 2                   | Уругвай           | Відбір до ЧС 2018               | -2   |            |
| 29-3-2016  | Монтевідео                  | Уругвай           | 1 – 0                   | Перу              | Відбір до ЧС 2018               | -    |            |
| 6-6-2016   | Глендейл                    | Мексика           | 3 – 1                   | Уругвай           | Копа Америка 2016 - 1-й етап    | -3   |            |
| 10-6-2016  | Філадельфія                 | Уругвай           | 0 – 1                   | Венесуела         | Копа Америка 2016 - 1-й етап    | -1   |            |
| 14-6-2016  | Санта-Клара                 | Уругвай           | 3 – 0                   | Ямайка            | Копа Америка 2016 - 1-й етап    | -    |            |
| 1-9-2016   | Мендоса                     | Аргентина         | 1 – 0                   | Уругвай           | Відбір до ЧС 2018               | -1   |            |
| 7-9-2016   | Монтевідео                  | Уругвай           | 4 – 0                   | Парагвай          | Відбір до ЧС 2018               | -    |            |
| 6-10-2016  | Монтевідео                  | Уругвай           | 3 – 0                   | Венесуела         | Відбір до ЧС 2018               | -    |            |
| 11-10-2016 | Барранкілья                 | Колумбія          | 2 – 2                   | Уругвай           | Відбір до ЧС 2018               | -2   | 80'        |
| 11-11-2016 | Монтевідео                  | Уругвай           | 2 – 1                   | Еквадор           | Відбір до ЧС 2018               | -1   |            |
| 16-11-2016 | Сантьяго                    | Чилі              | 3 – 1                   | Уругвай           | Відбір до ЧС 2018               | -3   | 76'        |
| 28-3-2017  | Ліма                        | Перу              | 2 – 1                   | Уругвай           | Відбір до ЧС 2018               | -2   |            |
| 7-6-2017   | Ніцца                       | Італія            | 3 – 0                   | Уругвай           | товариський матч                | -3   |            |
| 31-8-2017  | Монтевідео                  | Уругвай           | 0 – 0                   | Аргентина         | Відбір до ЧС 2018               | -    |            |
| 5-9-2017   | Асунсьйон                   | Парагвай          | 1 – 2                   | Уругвай           | Відбір до ЧС 2018               | -1   |            |
| 5-10-2017  | Сан-Кристобаль              | Венесуела         | 0 – 0                   | Уругвай           | Відбір до ЧС 2018               | -    |            |
| 10-10-2017 | Монтевідео                  | Уругвай           | 4 – 2                   | Болівія           | Відбір до ЧС 2018               | -2   |            |
| 23-3-2018  | Наньнін                     | Уругвай           | 2 – 0                   | Чехія             | товариський матч                | -    |            |
| 26-3-2018  | Наньнін                     | Уельс             | 0 – 1                   | Уругвай           | товариський матч                | -    |            |
| 8-6-2018   | Монтевідео                  | Уругвай           | 3 – 0                   | Узбекистан        | товариський матч                | -    |            |
| Усього     |                             | Матчів (7 місце)  | 97                      |                   | Голів                           | -104 |            |

## Титули і досягнення
- Володар Кубка Італії (1):

«Лаціо»: 2008-09
- Володар Суперкубка Італії з футболу (1):

«Лаціо»: 2009
- Чемпіон Туреччини (8):

«Галатасарай»: 2011-12, 2012-13, 2014-15, 2017-18, 2018-19, 2022-23, 2023-24, 2024-25
- Володар Кубка Туреччини (5):

«Галатасарай»: 2013-14, 2014-15, 2015-16, 2018-19, 2024-25
- Володар Суперкубка Туреччини (6):

«Галатасарай»: 2012, 2013, 2015, 2016, 2019, 2023
Збірні
- Володар Кубка Америки (1): 2011